# 死にゆく妻との旅路
『死にゆく妻との旅路』（しにゆくつまとのたびじ）は、清水久典による日本の手記。『新潮45』2000年11月号、12月号に掲載されたものを大幅に加筆し、文庫本（新潮文庫 ISBN 9784101186214）としてまとめたものが2003年8月（発行日は2003年9月1日）に新潮社から出版された。
2011年にはこれを原作とする日本映画が公開された。

## あらすじ
1999年12月、清水久典は保護責任者遺棄致死で逮捕される。債権者からの取り立てを免れるため、ガンで余命わずかの妻とともに9ヶ月に渡ってワゴン車で日本各地を放浪し、結果として妻を死なせたからだ。清水は留置場でこの1年数ヶ月の日々、そして妻との旅路を思い出す。
清水は石川県七尾市で縫製工場を営んでいた。11歳下の妻と結婚して20数年、一人娘・沙織にも恵まれ、平凡ながらも幸せに暮らしていた。しかし、知人の借金の保証人になったことから生活は一変する。資金繰りに行き詰まった知人が行方をくらまし、借金をかぶってしまった上に、バブル崩壊のあおりで工場の経営が悪化、清水は多額の借金を抱えるようになる。そして清水が資金繰りに奔走している中、妻ひとみが大腸癌であることが分かる。手術で癌を取り除いたものの、医者からは早ければ3ヶ月で再発する可能性があることを告げられる。

## 映画
2011年2月26日全国公開。塙幸成監督、ゴー・シネマ配給。

### キャスト
清水久典
演 - 三浦友和
石川県能登出身。52歳で無職。妻・ひとみからは、なぜか『おっさん』と呼ばれる。以前は縫製工場を経営していたが倒産。ひとみに対する愛情は深く、病気のひとみを献身的に世話をする。知人の連帯保証人になったのち、4,000万円の借金を負う。借金から逃れるためになけなしの50万円と水色のワゴン車でひとみとあてもなく旅に出る。
清水ひとみ
演 - 石田ゆり子
久典の妻。41歳。ガンを患っていて手術を終えて退院したばかり。愛する久典と離れることに極度に嫌がる。言い換えると久典がそばにいればどんな状況だろうとかまわないと考える。好きな食べ物は、アイスクリーム。
沙織
演 - 西原亜希
久典とひとみの娘。若い夫婦で自身たちの赤ちゃんの世話に忙しい。自分たちの家で退院後のひとみと一緒に暮らす。
久典の兄
演 - 十貫寺梅軒
結果的に久典が『保護責任者遺棄致死』の容疑で逮捕されて、身内から犯罪者が出たことを嘆く。
久典の姉
演 - 田島令子
久典が多額の借金を背負ったため、身内で話し合い久典に自己破産を勧める。自身や親類に迷惑をかけているのに借金や今後のことをはっきり決めない久典に苛立つ。
自転車で旅する老人
演 - 常田富士男
大人用の、後ろにカゴのついた三輪車に乗って旅をしている。本人によるとこの三輪車で東京まで行くとのこと。ただし、所持金が120円しかなかったり お風呂にも入っていない様子、「縫製の仕事をしていて過去に八代亜紀のドレスを作ったことがある」などと言っており、話す内容がどこまで事実かは不明。

### 製作委員会
- イメージフィールド
- 青山洋一
- めいふぁず
- ミノル・プランニング・コーポレーション
- テアトル・ド・ポッシュ

### 受賞歴
- 新藤兼人賞2011金賞（塙幸成）
- 第6回KINOTAYO現代日本映画祭ソレイユ・ドール IFテレビジョン賞（塙幸成）[1]